# 金ヶ作陣屋
金ヶ作陣屋（かねがさくじんや）とは、下総国葛飾郡金ヶ作（現在の千葉県松戸市常盤平陣屋前）に設置された江戸幕府の陣屋。主に小金牧などを管轄するために設けられた。

## 概要
正確な設置年代は不明であるが、現地を治めていた野方代官が小金牧方面に用事がある時には、従来は江戸から現地に向かっていたのに対して、小宮山昌世（杢之助）が野方代官であった享保8年（1723年）8月を境として陣屋を活動の拠点としていること、小金牧の牧士の末裔とみられる三橋氏に伝えられる「従野馬始之野方万控」（鎌ケ谷市教育委員会所蔵）には享保8年に新しい陣屋が取り立てられたことをその詳しい間取りとともに記している（ただし、別の頁には陣屋設置を享保6年（1721年）とも記しているため、正確な設置年代を示す証拠にはしがたい）ことから、享保8年頃の設置とみられている。なお、陣屋は葛飾郡日暮村の新田内（「日暮新田」）に置かれていたが、享保15年（1729年）の検地によって新田とその周りの（幕府）御林を分村することになり、当該地の字名から「金ヶ作村」と命名され、陣屋も金ヶ作陣屋と称されることになった。
陣屋の建設は幕府によって行われたが、修繕費用は周辺の御林から伐採した材木の代金を充て、人夫は規模に応じて周辺の天領住民を充てた。また、代官不在時には手代が駐在して職務の代行を行った。
その背景には、将軍徳川吉宗の下で馬の育成が重視されたこと、同じく吉宗が推進した新田開発に小金牧の一部が充てられたことがあったとみられている。代官はここで野馬奉行らを指揮して小金牧の管理にあたった他、当該代官支配下の村々（小金牧の外側の地域含む）における訴訟業務も取り扱っており、陣屋内には白洲も設けられていた。また、江戸の公事宿2軒が金ヶ作に招かれて訴訟業務に参画した。
ところが、享保17年（1732年）に小宮山が部下の不正を理由に支配地の削減を命じられて小金牧一帯が管轄を外されたことから、代わって伊奈忠逵の支配下に入り、その代官が必要に応じて派遣される出張陣屋となった。江戸幕府は陣屋を廃止する命令を出したものの、翌享保18年（1733年）に正式な野方代官として派遣された疋田泰永（庄九郎）は、地元民の意見を聴いた上で存続を幕府に求めて認められた。
寛政5年（1793年）、小金牧・佐倉牧・峯岡牧の支配は突如小納戸頭取の支配下に移されることになり、金ヶ作陣屋も小納戸頭取が派遣した手代らが常駐することになった。当時の小納戸頭取岩本正倫（石見守）は将軍生母お富の方の異母弟であり、甥である将軍徳川家斉の信任が厚かったことが関係していると言われている。小納戸頭取による金ヶ作陣屋支配は幕末の元治元年（1864年）まで続き、その後騎馬奉行など管轄者を転々としながら、明治維新による廃止を迎えた。